# Stepanida Wisztak
Stepanida Demidiwna Wisztak (ukr. Степанида Демидівна Виштак, ur. 17 października 1918 we wsi Łosiatyn w rejonie wasylkowskim w obwodzie kijowskim, zm. 1993 tamże) – pracownica kołchozu i polityk Ukraińskiej SRR.

## Życiorys
Skończyła szkołę podstawową, pracowała w kołchozie, w 1938 została drużynową, podczas wojny z Niemcami znalazła się na okupowanym terytorium, została wywieziona na roboty do Niemiec, skąd bez powodzenia próbowała zbiec. W 1945 wróciła do kraju, ponownie została drużynową w kołchozie im. Kotowskiego, była delegatem na Zjazdy KPZR od XX do XXV, w 1966 została członkiem KC KPU. Była deputowaną do Rady Najwyższej ZSRR od 4. do 8. kadencji.

## Odznaczenia i nagrody
- Medal Sierp i Młot Bohatera Pracy Socjalistycznej (dwukrotnie – 11 kwietnia 1949 i 7 sierpnia 1952)
- Order Lenina (sześciokrotnie – 11 kwietnia 1949, 3 lipca 1950, 20 czerwca 1951, 13 lipca 1954, 26 lutego 1958 i 31 grudnia 1965)
- Order Rewolucji Październikowej (8 kwietnia 1971)
- Order Sławy Pracy III klasy (14 lutego 1975)
- Nagroda Państwowa ZSRR (1978)

I medale.